# Caribisk Nederlandene
Caribisk Nederlandene (nederlandsk: Caribisch Nederland, papiamento: Hulanda Karibe, engelsk: Caribbean Netherlands) viser til de tre nederlandske kommuner med speciel status som ligger i Caribien: Bonaire, St. Eustatius og Saba. Territoriet er også kendt som Bonaire, Sint Eustatius og Saba eller BES-øerne.
Bonaire (med øen Klein Bonaire) ligger øst for Aruba og Curaçao, nær Venezuelas kyst. Saint Eustatius og Saba ligger syd for Sint Maarten og nordvest for Saint Kitts og Nevis. De tre øerne fik sin nuværende status da De nederlandske Antiller blev opløst 10. oktober 2010. De har tilsammen 18.000 indbyggere og et areal på 328 km².
Caribisk Nederlandene er ikke et territorium eller en samlet enhed. Øerne har sine egne lokalforvaltninger, mens rigsmyndighedernes forvaltning og offentlig tjenester for øerne er samlet i fællesorganet Rijksdienst Caribisch Nederland. Der udgives frimærker med betegnelsen Caribisch Nederland.
Øerne gik fra 1 . januar 2011 over til at bruge amerikanske dollar.
- Kort af Bonaire
- Location af Saba en Sint Eustatius